# Nijō Yoshizane
Nijō Yoshizane (二条 良実) (né en 1216, mort le 11 janvier 1270), fils du régent Kujō Michiie, est un noble de cour japonais (kugyō) de l'époque de Kamakura (1185–1333). Il exerce la fonction de régent kampaku à deux reprises, de 1242 à 1246 et de 1261 à 1265. Il est le père de Nijō Morotada.